# Liste der besten Vereine des 20. Jahrhunderts (FIFA)
Gewählt vom FIFA World Magazine im Dezember 2000.
| Rang | Klub                    | Land        | %       |
| ---- | ----------------------- | ----------- | ------- |
| 1    | Real Madrid             | Spanien     | 42,35 % |
| 2    | Manchester United       | England     | 9,69 %  |
| 3    | FC Bayern München       | Deutschland | 9,18 %  |
| 4    | FC Barcelona            | Spanien     | 5,61 %  |
| 5    | FC Santos               | Brasilien   | 5,10 %  |
| 6    | Ajax Amsterdam          | Niederlande | 5,10 %  |
| 7    | Juventus Turin          | Italien     | 2,55 %  |
| 8    | CA Peñarol              | Uruguay     | 2,04 %  |
| 9    | River Plate             | Argentinien | 1,53 %  |
| 10   | Flamengo Rio de Janeiro | Brasilien   | 1,53 %  |
| 11   | AC Mailand              | Italien     | 1,53 %  |
| 12   | FC Liverpool            | England     | 1,02 %  |
| 13   | Botafogo FR             | Brasilien   | 1,02 %  |
| 14   | Benfica Lissabon        | Portugal    | 1,02 %  |
| 15   | CA Independiente        | Argentinien | 1,02 %  |
| 16   | Boca Juniors            | Argentinien | 1,02 %  |
| 17   | Inter Mailand           | Italien     | 1,02 %  |
| 18   | FC Arsenal              | England     | 1,02 %  |
| 19   | Andere                  |             | 6,63 %  |